# Steve Ihnat
Steve Inhat est un acteur américain d'origine tchécoslovaque, né à Jastrabie pri Michalovciach, Slovaquie, le 7 août 1934, et mort à Cannes le 12 mai 1972.
Il reste dans les mémoires pour être l'assassin muet au visage sournois de La Poursuite impitoyable d'Arthur Penn.
Il joue aussi des personnages inquiétants, notamment dans Star Trek.

## Filmographie
- 1964 : Au-delà du réel (TV) : Saison 2 - Épisode 10 et 11 : Les Héritiers : Lt. Minns
- 1967 : Mission impossible (TV) : Saison 2 - Épisode 13 : L'astrologue : Alex Stahl
- 1968 : Le Virginien (TV) saison 06 épisode 17 : (Jed) : Jed
- 1969 : Star Trek (TV) : épisode La Colère des dieux : Capitaine de flotte Garth
- 1969 : Mission impossible (TV) : Saison 3 - Épisode 13 : Opération intelligence : Stefan Miklos
- 1969 : Le Virginien (TV) saison 7 épisode 16 (Last grave at socorro creek) : Four eyes